# Vicky Hartzler
Vicky Hartzler, née Vicky Jo Zellmer le 13 octobre 1960 à Archie (Missouri), est une femme politique américaine, représentante républicaine du Missouri à la Chambre des représentants des États-Unis entre 2011 et 2023.

## Biographie
Vicky Hartzler est originaire du comté de Cass, dans le Missouri. Elle est diplômée de l'université du Missouri-Columbia en 1983 et de la University of Central Missouri (en) en 1992. Elle devient enseignante à Lebanon et Belton.
Elle est élue à la Chambre des représentants du Missouri de 1995 à 2001. En 2004, elle est la porte-parole de la Coalition to Protect Marriage qui soutient un amendement constitutionnel interdisait le mariage homosexuel dans le Missouri, adopté par les électeurs à 71 %,. L'année suivante, elle préside le Missouri Women’s Council.
Lors des élections de 2010, elle est candidate à la Chambre des représentants des États-Unis dans le 4e district du Missouri, qui s'étend des banlieues de Kansas City aux monts Ozarks. Elle remporte la primaire républicaine avec 40 % des suffrages, son plus proche adversaire Bill Stouffer est à 30 %,. Lors de l'élection générale, elle affronte le démocrate Ike Skelton (en), élu depuis 34 ans dans un district qui n'a pourtant voté qu'à 38 % pour Barack Obama en 2008. L'élection est considérée comme serrée. Durant la campagne, elle tente de lier Skelton à Nancy Pelosi. Portée par une « vague républicaine » nationale, elle est élue avec 50,4 % des voix contre 45,1 % pour Shelton.
Les districts du Missouri sont redécoupés en 2011, le 4e district perd Jefferson City au profit de la ville universitaire de Columbia. Elle est réélue avec 60,3 % des suffrages en 2012, 68,1 % en 2014 et 67,8 % en 2016. Alors qu'elle est pressentie pour se présenter face à Claire McCaskill au Sénat, Hartzler annonce qu'elle est candidate à un nouveau mandat de représentante en 2018.
En juin 2021, elle annonce briguer la succession du sénateur républicain Roy Blunt, non candidat à un nouveau mandat pour les élections sénatoriales de 2022. Elle perd toutefois la primaire républicaine d'août 2022, terminant deuxième contre le procureur général de l'État Eric Schmitt.

## Positions politiques
Vicky Hartzler est une républicaine conservatrice. Elle s'oppose au mariage homosexuel, qu'elle compare à de l'inceste, à la pédophilie ou au permis de conduire pour les enfants de trois ans. Le 8 décembre 2022, Vicky Hartzel fond en larmes lors de son allocution à la Chambre des Représentants, implorant ses collègues de voter contre le Respect for Marriage Act, une loi promulguée par Joe Biden le 13 décembre 2022 protégeant le statut marital des couples de même sexe et des couples mixtes.
Elle exprime également ses doutes sur la citoyenneté de Barack Obama.